# Gonora hyelosioides
Gonora hyelosioides är en fjärilsart som beskrevs av Walker 1862. Gonora hyelosioides ingår i släktet Gonora och familjen mätare. Inga underarter finns listade i Catalogue of Life.